# Zamek w Siesikach
Zamek w Siesikach (lit. Siesikų pilis) – niewielki zamek z XVI wieku, położony nad jeziorem Siesiki w środkowej części Litwy.

## Historia
Zamek został zbudowany w XVI wieku, przypuszczalnie z inicjatywy Gabriela Dowmunta, który od nazwy dóbr przyjął nazwisko Dowmunt-Siesicki. Z początkiem XVIII wieku Marcjanna Siesicka wniosła zameczek jako wiano do majątku Michała Antoniego Radziwiłła. W 1725 roku zadłużony majątek trafił w ręce wierzycieli. W 1745 roku zakupił go Konstanty Dowgiałło (1700-1770) i w rękach jego rodziny budowla pozostawała do II wojny światowej. Po 1820 roku Dominik Wawrzyniec Dowgiałło (1789–1857) przebudował założenie. W tym czasie przypuszczalnie powstał neogotycki krenelaż na wieżach widoczny na widoku z XIX wieku i rozebrano jedną okrągłą wieżę narożną. Zbudowano także klasycystyczną stajnię i spichlerz. Następnym właścicielem był Stanisław Grzegorz Ignacy Konstanty Dowgiałło herbu Zadora (1822 – 1905). Przypuszczalnie z jego inicjatywy w 1904 roku zbudowano w pobliżu neoklasycystyczny budynek zwany Akademią, służący gościom i celom szkolnym. Ostatnim właścicielem zamku był Oskar Jan Dowgiałło (1902–1988), żonaty z Krystyną Jezierską. Po II wojnie światowej oboje zamieszkali w Sopocie.
Po 1945 roku umieszczono w nim szkołę, następnie biura rolnicze i mieszkania dla pracowników rolnych. Od 1972 roku budynek był opuszczony. W 1999 roku rozpoczęto remont. Po jego zakończeniu w zamku umieszczono filię muzeum w Wiłkomierzu.

## Architektura
Jest to jednopiętrowa budowla obronna z dwoma wieżami w narożach (pierwotnie istniała jeszcze jedna narożna okrągła wieża), nakryta czterospadowym dachem pokrytym dachówką. Niegdyś z trzech stron główny gmach otaczała fosa, która łączyła się z jeziorem.

## Fotogaleria

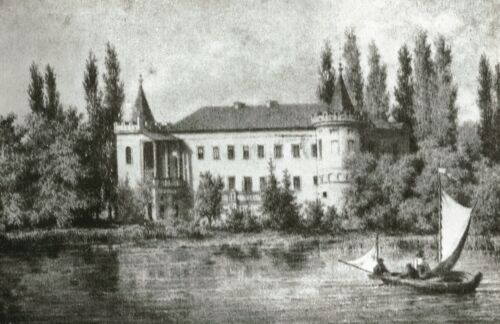
Widok z 1856 roku
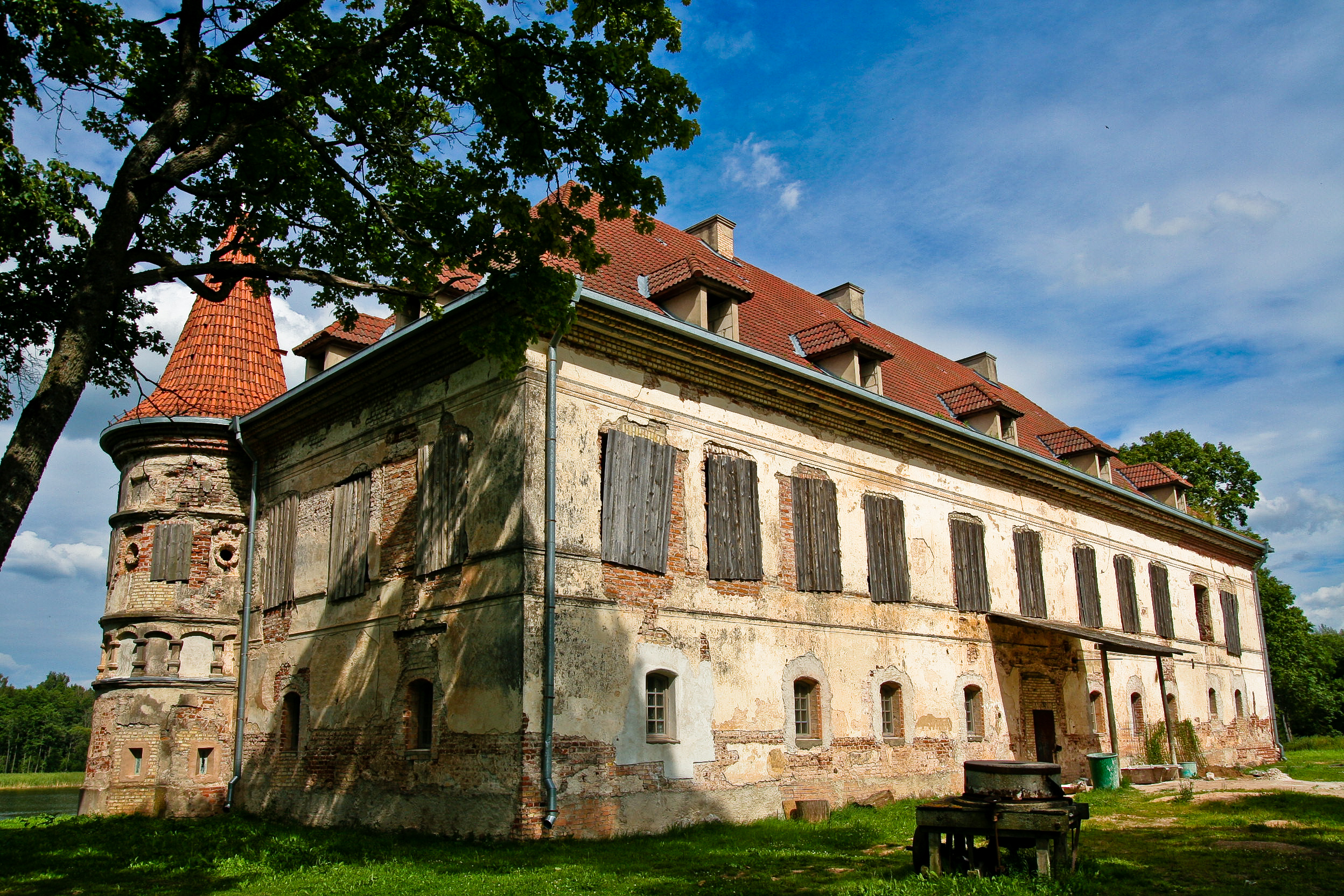
Dwór
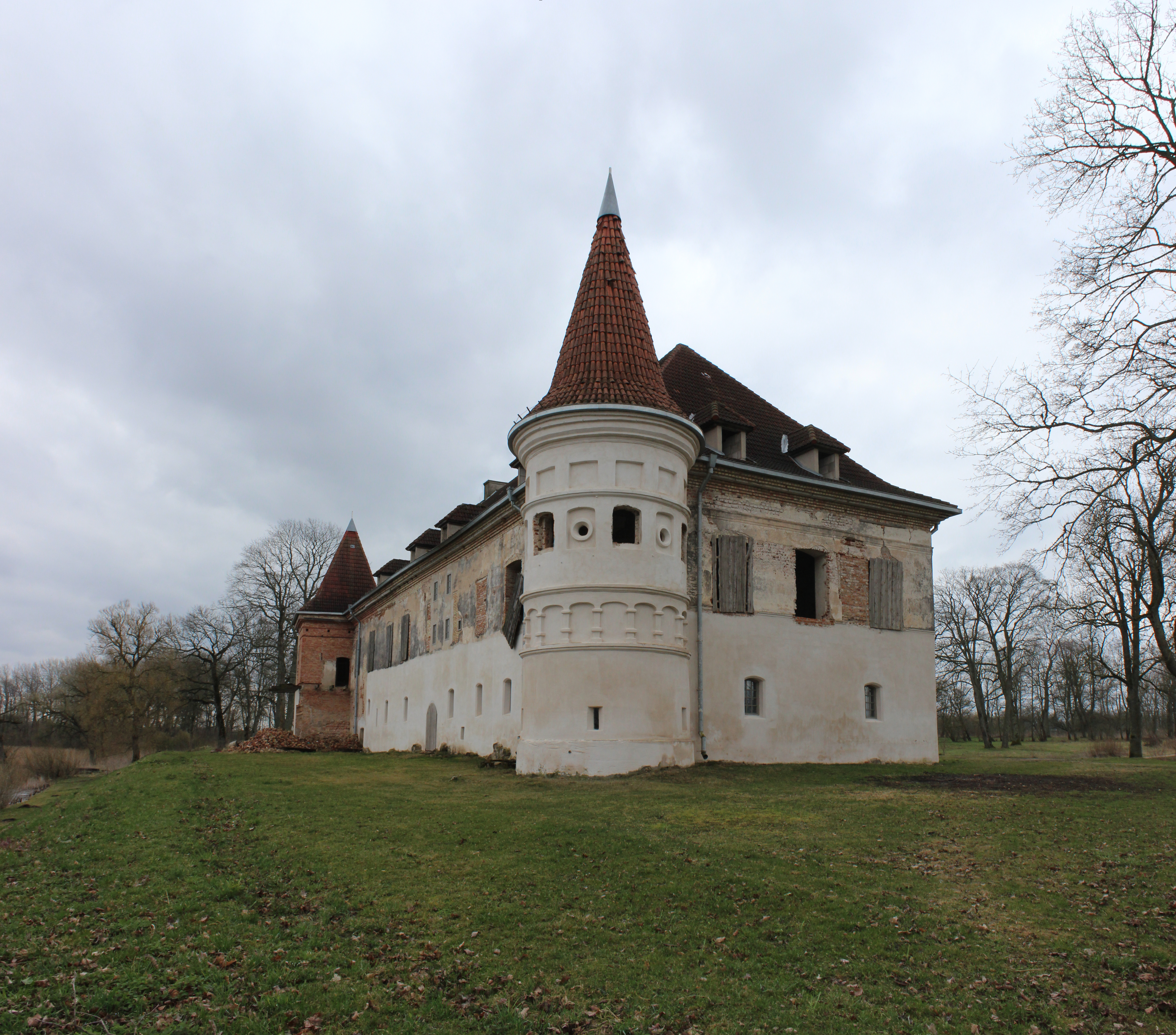
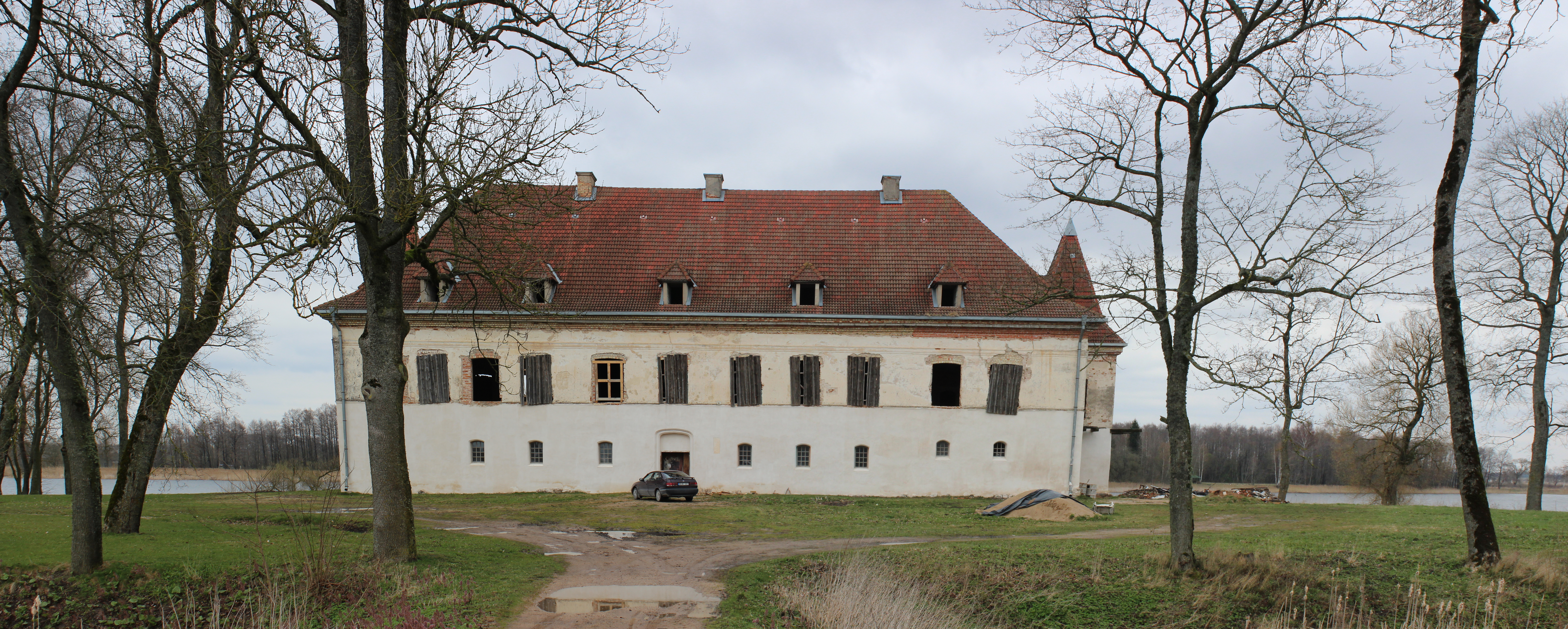
Fasada dworu
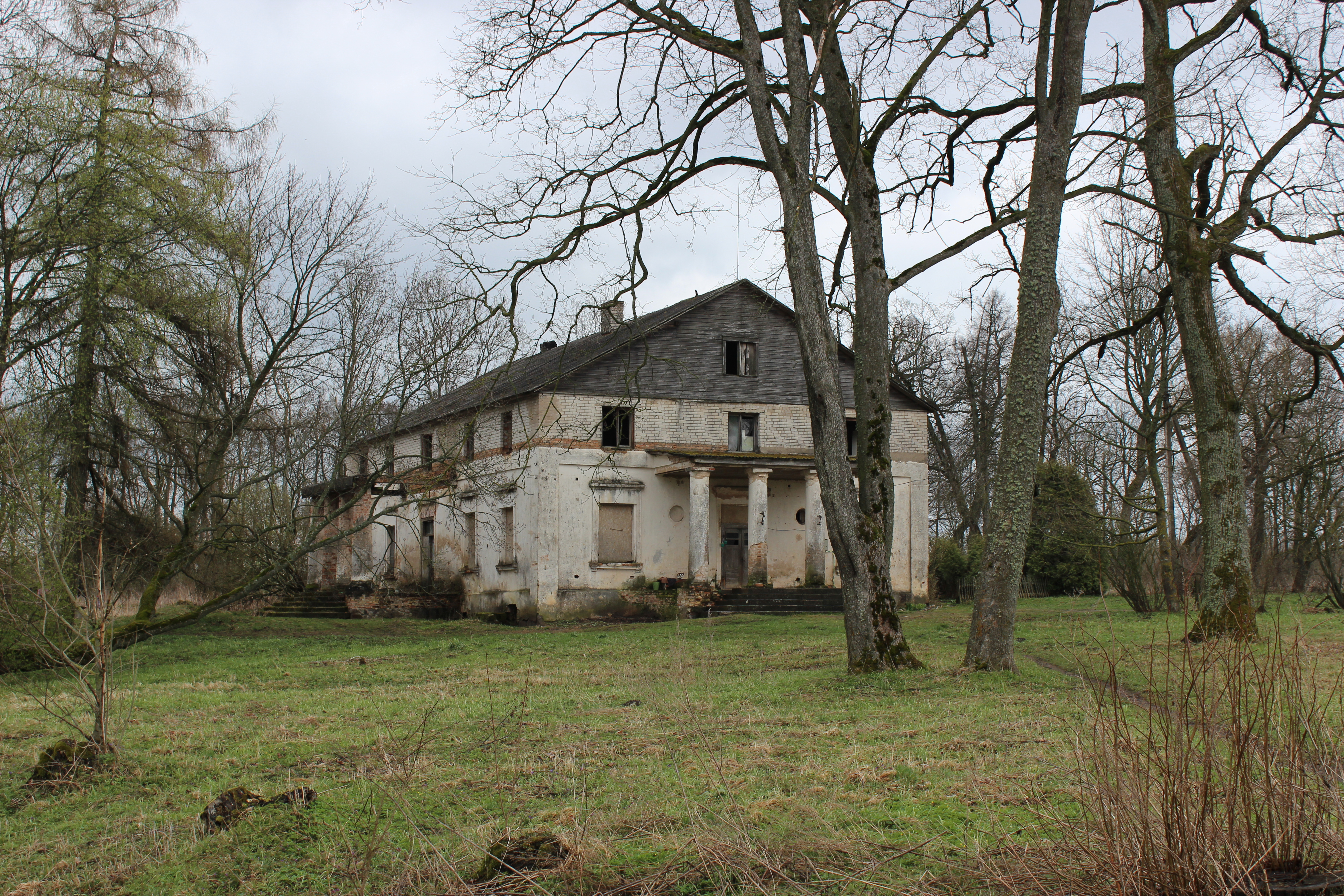
Zabudowania gospodarcze
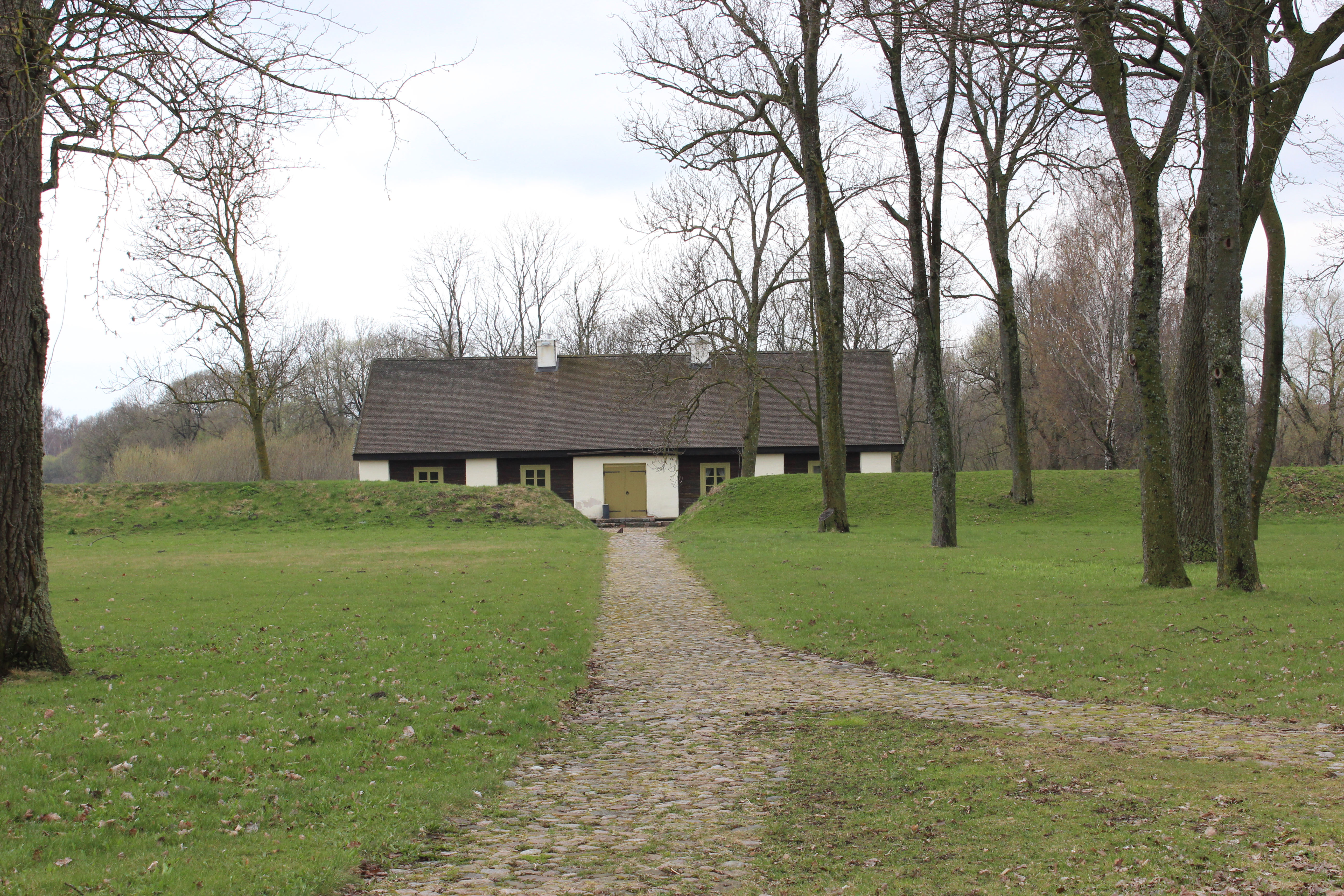
Zabudowania gospodarcze